# Блави (Долина Аосте)
Блави је насеље у Италији у округу Долина Аосте, региону Долина Аосте.
Према процени из 2011. у насељу је живело 56 становника. Насеље се налази на надморској висини од 1049 м.